# آآدونتای ایرگورالیس
آآدونتای ایرگورالیس (نام علمی: Aaadonta irregularis) نام یک گونه از سرده آآدونتا است.